# Unterschächen
Unterschächen är en ort och kommun i kantonen Uri, Schweiz. Kommunen har 725 invånare (2023).